# 名佳美精緻生活館
名佳美精緻生活館，公司登記名稱為「名佳美股份有限公司」，是中華民國（臺灣）一家經營生活精品的百貨公司，與寶雅生活館、美華泰流行生活館並列臺灣三大生活精品百貨。

## 歷史沿革
- 1994年1月，名佳美在臺南市起家，名為「名佳美飾品百貨批發」[2][3]。
- 同年4月9日，於臺南市金華路成立第一家門市[3]。
- 自1995年9月起，名佳美向外拓展門市，陸續在高雄市、嘉義市、臺中市、新竹市、彰化縣、屏東縣、臺北縣（今新北市）、桃園縣（今桃園市）、南投縣等地設立門市，並於臺南市、嘉義市、臺中市、臺北縣、桃園縣、屏東縣增設分店。截至2013年7月為止，一共設立了20餘家門市與分店，其間為應付進出貨的需求而設立物流倉庫[2][3]。
- 由於經營不善，不敵市場競爭，名佳美於2014年3月8日宣布於本月9日歇業，僅存12家門市[注 1]400餘位員工被資遣[2]。2014年3月9日，名佳美歇業。

## 備註
1. ↑  12家門市是指：新北市新莊店、臺中市公益店、臺中市大雅店、彰化縣民族店、嘉義市中山店、嘉義市國華店、嘉義市興業店、臺南市康樂店、臺南市開元店、臺南市小北店、高雄市楠梓店、屏東縣逢甲店[4]。